# マリア・メテラ
マリア・メテラ（Malia Metella, 1982年2月23日 - ）は、フランス領ギアナ・カイエンヌ出身の元女子競泳選手。2004年アテネオリンピック50m自由形の銀メダリスト、50m・100mの自由形とバタフライの元フランス記録保持者。全ての競技を通じてフランス領ギアナ初のオリンピックメダリストであり、オリンピック競泳個人種目において当時の黒人女性最高成績を記録した選手である。弟のメディ・メテラもオリンピック競泳の銀メダリスト。

## 経歴
カトリック教徒の父親ホセ（クレオール）とイスラム教徒の信仰を持つ母ジャミラ（アルジェリア生まれのモロッコ人）との間に生まれる。姉イスマハネの影響で水泳を始め、6歳の時に競技を開始した。18歳の時（2000年）にカイエンヌを離れ本土の国立スポーツ体育研究所（INSEP）に入ると、翌年の2001年にはシャマリエールで初のフランスタイトル（50m自由形・100mバタフライ）を獲得し、チュニスでは初の国際大会タイトル（地中海競技大会・100mバタフライ）を獲得した。

### 2004年ヨーロッパ選手権
2004年5月、マドリードで開催されたヨーロッパ選手権に出場し、100m自由形、4×100mフリーリレー、4×100mメドレーリレーの3冠を達成した。100m自由形では準決勝で54秒57、決勝で54秒46と2ラウンド連続でフランス新記録を樹立し、オランダのマルリーン・フェルトハイスを0秒40抑えて優勝した。これによりメテラは、1931年パリ大会のイヴォンヌ・ゴダール、1991年アテネ大会のカトリーヌ・プレビンスキーに次いで、この種目で優勝した史上3人目のフランス人女性となった。4×100mフリーリレーと4×100mメドレーリレーでは決勝で第4泳を務め、それぞれ出場選手最速のスプリットタイム（53秒80と53秒85）をマークして金メダル獲得に貢献した。

### 2004年オリンピック
2004年8月、アテネで開催されたオリンピックに出場。100mバタフライは準決勝で59秒28の9位に終わり、決勝進出に0秒04及ばなかった。100m自由形は決勝で自身の持つフランス記録（54秒46）に迫る54秒50をマークするも、ジョディ・ヘンリー（53秒84）、インヘ・デブルーイン（54秒16）、ナタリー・コーグリン（54秒40）に次ぐ4位に終わり、0秒10差でメダルを逃した。50m自由形は準決勝をフランス新記録の24秒99で突破すると、迎えた決勝でも準決勝の記録を更に縮める24秒89をマークし、連覇を達成したインヘ・デブルーイン（24秒58）に次いで銀メダルを獲得した。これによりメテラは全ての競技を通じてフランス領ギアナ初のオリンピックメダリストとなった。また、これは2016年リオデジャネイロオリンピックの100m自由形でシモーネ・マニュエル（アメリカ）が黒人女性初のオリンピック競泳金メダリストになるまでの間、黒人女性のオリンピック競泳個人種目最高成績だった。

### 2005年世界選手権
2005年7月、モントリオールで開催された世界選手権に出場。100m自由形で2年連続世界大会の決勝に進出すると、ジョディ・ヘンリー（54秒18）には及ばなかったもののナタリー・コーグリンと同タイム（54秒74）で2位に入り、この種目で初の世界大会メダルとなる銀メダルを獲得した。アテネオリンピックに続いてのメダル獲得の期待がかかった50m自由形は準決勝で25秒35の9位に終わり、0秒07差で決勝進出を逃した。

### 現役引退
オリンピックと世界選手権の個人種目で銀メダルを獲得、ヨーロッパチャンピオンに5回、フランスチャンピオンに29回輝き（50m自由形で9連覇達成）、カトリーヌ・プレビンスキーが保持していた50m・100m自由形、50m・100mバタフライのフランス記録を塗り替えるなどの輝かしい実績を残し、2009年11月に現役引退を発表した。当初はローマ世界選手権後も現役を続けるつもりだったが、約1カ月の休暇後には泳ぐ気力もやる気もなくなり、これからまたハードなトレーニングを続けるのは肉体的にも精神的にも難しいと思い引退を決めた。

### 引退後
2021年11月、環境汚染への関心を高めるため、パラ競泳選手のテオ・クラン（Théo Curin）、エコ冒険家のマチュー・ウィブー（Matthieu Witvoet）と共にチチカカ湖縦断に挑戦した。ボリビアのコパカバーナを10日に出発した3人は交代で泳ぎ、122kmを縦断する挑戦は21日にペルーのウロス島に到着して無事成功した。
2024年6月、フランス領ギアナ内を走るパリオリンピック聖火リレーのランナーを務め、パルミスト広場に設置された聖火台に火を灯した。

## 家族
- 父親のホセは癌のため2003年8月11日に亡くなった。父は半年前から病気になっていたが、バルセロナ世界選手権の出場を目指している娘の邪魔をしたくなかった母ジャミラはこのことを黙っていた[21]。
- 母親のジャミラは12歳まで水泳をしていた[22]｡
- 弟のメディもフランス代表として多くの国際大会で活躍している競泳選手。2016年リオデジャネイロオリンピック4×100mフリーリレーの銀メダル、2015年カザン世界選手権4×100mフリーリレーの金メダルなど、オリンピックで1つ、世界選手権で4つのメダルを獲得している[23]。

## 主要国際大会の成績
世界水泳連盟のウェブサイトなど参照
| 年           | 大会                   | 場所               | 種目                 | 結果         | 記録         | 泳順         | 備考         |
| フランス代表 | フランス代表           | フランス代表       | フランス代表         | フランス代表 | フランス代表 | フランス代表 | フランス代表 |
| ------------ | ---------------------- | ------------------ | -------------------- | ------------ | ------------ | ------------ | ------------ |
| 2001         | 地中海競技大会         | チュニス           | 100mバタフライ       | 金メダル     | 1分01秒31    |              |              |
| 2001         | 地中海競技大会         | チュニス           | 4x100mメドレーリレー | 銅メダル     | 4分18秒17    | 3泳          |              |
| 2001         | ヨーロッパ短水路選手権 | アントウェルペン   | 50m自由形            | 予選21位     | 25秒89       |              |              |
| 2001         | ヨーロッパ短水路選手権 | アントウェルペン   | 100mバタフライ       | 予選21位     | 1分01秒91    |              |              |
| 2001         | ヨーロッパ短水路選手権 | アントウェルペン   | 4x50mフリーリレー    | 7位          | 1分43秒38    | 3泳          | フランス記録 |
| 2001         | ヨーロッパ短水路選手権 | アントウェルペン   | 4x50mメドレーリレー  | 予選9位      | 1分54秒70    | 3泳          | フランス記録 |
| 2002         | ヨーロッパ短水路選手権 | リーザ             | 50m自由形            | 予選17位     | 25秒92       |              |              |
| 2002         | ヨーロッパ短水路選手権 | リーザ             | 100m自由形           | 予選23位     | 56秒76       |              |              |
| 2002         | ヨーロッパ短水路選手権 | リーザ             | 50mバタフライ        | 準決勝14位   | 27秒65       |              |              |
| 2002         | ヨーロッパ短水路選手権 | リーザ             | 100mバタフライ       | 準決勝16位   | 1分00秒88    |              |              |
| 2002         | ヨーロッパ短水路選手権 | リーザ             | 4x50mフリーリレー    | 8位          | 1分42秒43    | 4泳          | フランス記録 |
| 2003         | ヨーロッパ短水路選手権 | ダブリン           | 50m自由形            | 銅メダル     | 24秒54       |              | フランス記録 |
| 2003         | ヨーロッパ短水路選手権 | ダブリン           | 100m自由形           | 金メダル     | 53秒15       |              | フランス記録 |
| 2003         | ヨーロッパ短水路選手権 | ダブリン           | 100mバタフライ       | 4位          | 58秒42       |              |              |
| 2003         | ヨーロッパ短水路選手権 | ダブリン           | 4x50mフリーリレー    | 6位          | 1分40秒21    | 4泳          | フランス記録 |
| 2004         | ヨーロッパ選手権       | マドリード         | 100m自由形           | 金メダル     | 54秒46       |              | フランス記録 |
| 2004         | ヨーロッパ選手権       | マドリード         | 100mバタフライ       | 銀メダル     | 58秒78       |              | フランス記録 |
| 2004         | ヨーロッパ選手権       | マドリード         | 4x100mフリーリレー   | 金メダル     | 3分40秒67    | 4泳          | フランス記録 |
| 2004         | ヨーロッパ選手権       | マドリード         | 4x100mメドレーリレー | 金メダル     | 4分05秒96    | 4泳          | フランス記録 |
| 2004         | オリンピック           | アテネ             | 50m自由形            | 銀メダル     | 24秒89       |              | フランス記録 |
| 2004         | オリンピック           | アテネ             | 100m自由形           | 4位          | 54秒50       |              |              |
| 2004         | オリンピック           | アテネ             | 100mバタフライ       | 準決勝9位    | 59秒28       |              |              |
| 2004         | オリンピック           | アテネ             | 4x100mフリーリレー   | 5位          | 3分40秒23    | 4泳          | フランス記録 |
| 2004         | オリンピック           | アテネ             | 4x100mメドレーリレー | 予選14位     | 4分11秒42    | 4泳          |              |
| 2004         | ヨーロッパ短水路選手権 | ウィーン           | 50m自由形            | 4位          | 24秒71       |              |              |
| 2004         | ヨーロッパ短水路選手権 | ウィーン           | 100m自由形           | 金メダル     | 53秒37       |              |              |
| 2004         | ヨーロッパ短水路選手権 | ウィーン           | 100mバタフライ       | 銅メダル     | 58秒47       |              | フランス記録 |
| 2004         | ヨーロッパ短水路選手権 | ウィーン           | 4x50mフリーリレー    | 4位          | 1分39秒68    | 4泳          | フランス記録 |
| 2004         | ヨーロッパ短水路選手権 | ウィーン           | 4x50mメドレーリレー  | 5位          | 1分51秒28    | 4泳          | フランス記録 |
| 2005         | 世界選手権             | モントリオール     | 50m自由形            | 準決勝9位    | 25秒35       |              |              |
| 2005         | 世界選手権             | モントリオール     | 100m自由形           | 銀メダル     | 54秒74       |              |              |
| 2005         | 世界選手権             | モントリオール     | 100mバタフライ       | 予選20位     | 1分00秒91    |              |              |
| 2005         | 世界選手権             | モントリオール     | 4x100mフリーリレー   | 5位          | 3分39秒45    | 4泳          | フランス記録 |
| 2006         | ヨーロッパ選手権       | ブダペスト         | 50m自由形            | 4位          | 25秒20       |              |              |
| 2006         | ヨーロッパ選手権       | ブダペスト         | 100m自由形           | 予選11位     | 55秒56       |              |              |
| 2006         | ヨーロッパ選手権       | ブダペスト         | 100mバタフライ       | 予選19位     | 1分00秒90    |              |              |
| 2006         | ヨーロッパ選手権       | ブダペスト         | 4x100mフリーリレー   | 銅メダル     | 3分38秒83    | 4泳          | フランス記録 |
| 2006         | ヨーロッパ短水路選手権 | ヘルシンキ         | 50m自由形            | 7位          | 24秒93       |              |              |
| 2006         | ヨーロッパ短水路選手権 | ヘルシンキ         | 100m自由形           | 予選11位     | 54秒84       |              |              |
| 2006         | ヨーロッパ短水路選手権 | ヘルシンキ         | 100mバタフライ       | 準決勝9位    | 59秒35       |              |              |
| 2006         | ヨーロッパ短水路選手権 | ヘルシンキ         | 4x50mフリーリレー    | 4位          | 1分38秒74    | 2泳          | フランス記録 |
| 2006         | ヨーロッパ短水路選手権 | ヘルシンキ         | 4x50mメドレーリレー  | 4位          | 1分49秒15    | 4泳          | フランス記録 |
| 2007         | 世界選手権             | メルボルン         | 50m自由形            | 7位          | 25秒02       |              |              |
| 2007         | 世界選手権             | メルボルン         | 100m自由形           | 8位          | 54秒77       |              |              |
| 2007         | 世界選手権             | メルボルン         | 4x100mフリーリレー   | 6位          | 3分40秒09    | 2泳          |              |
| 2007         | ヨーロッパ短水路選手権 | デブレツェン       | 50m自由形            | 4位          | 24秒44       |              | フランス記録 |
| 2007         | ヨーロッパ短水路選手権 | デブレツェン       | 100m自由形           | 5位          | 53秒62       |              |              |
| 2007         | ヨーロッパ短水路選手権 | デブレツェン       | 100mバタフライ       | 予選12位     | 59秒29       |              |              |
| 2007         | ヨーロッパ短水路選手権 | デブレツェン       | 4x50mフリーリレー    | 4位          | 1分38秒33    | 4泳          | フランス記録 |
| 2007         | ヨーロッパ短水路選手権 | デブレツェン       | 4x50mメドレーリレー  | 銅メダル     | 1分48秒39    | 4泳          | フランス記録 |
| 2008         | ヨーロッパ選手権       | アイントホーフェン | 50m自由形            | 4位          | 24秒93       |              |              |
| 2008         | オリンピック           | 北京               | 50m自由形            | 準決勝12位   | 24秒89       |              |              |
| 2008         | オリンピック           | 北京               | 100m自由形           | 準決勝9位    | 54秒20       |              |              |
| 2008         | オリンピック           | 北京               | 4x100mフリーリレー   | 6位          | 3分37秒68    | 4泳          | フランス記録 |
| 2009         | 地中海競技大会         | ペスカーラ         | 50m自由形            | 金メダル     | 24秒88       |              |              |
| 2009         | 地中海競技大会         | ペスカーラ         | 4x100mフリーリレー   | 銀メダル     | 3分41秒65    | 1泳          |              |
| 2009         | 世界選手権             | ローマ             | 50m自由形            | 準決勝9位    | 24秒58       |              | フランス記録 |
| 2009         | 世界選手権             | ローマ             | 100m自由形           | 準決勝12位   | 53秒95       |              |              |
| 2009         | 世界選手権             | ローマ             | 4x100mフリーリレー   | 予選10位     | 3分38秒66    | 4泳          |              |
| 2009         | 世界選手権             | ローマ             | 4x100mメドレーリレー | 予選12位     | 4分01秒05    | 4泳          | フランス記録 |

## 記録

### 樹立したフランス記録
フランス水泳連盟のウェブサイト参照
| 水路   | 種目                 | 記録      | 泳順 | 日付           | 大会                   | 場所             |
| ------ | -------------------- | --------- | ---- | -------------- | ---------------------- | ---------------- |
| 短水路 | 4x50mフリーリレー    | 1分44秒76 | 3泳  | 2001年12月14日 | ヨーロッパ短水路選手権 | アントウェルペン |
| 短水路 | 4x50mフリーリレー    | 1分43秒38 | 3泳  | 2001年12月14日 | ヨーロッパ短水路選手権 | アントウェルペン |
| 短水路 | 4x50mメドレーリレー  | 1分54秒70 | 3泳  | 2001年12月15日 | ヨーロッパ短水路選手権 | アントウェルペン |
| 短水路 | 4x50mフリーリレー    | 1分43秒36 | 4泳  | 2002年12月13日 | ヨーロッパ短水路選手権 | リーザ           |
| 短水路 | 4x50mフリーリレー    | 1分42秒43 | 4泳  | 2002年12月13日 | ヨーロッパ短水路選手権 | リーザ           |
| 長水路 | 50m自由形            | 25秒18    |      | 2003年8月9日   | 全米選手権             | カレッジパーク   |
| 短水路 | 50m自由形            | 25秒23    |      | 2003年11月8日  | Meeting du Sprint      | ルーアン         |
| 短水路 | 100m自由形           | 53秒57    |      | 2003年12月11日 | ヨーロッパ短水路選手権 | ダブリン         |
| 短水路 | 100m自由形           | 53秒15    |      | 2003年12月12日 | ヨーロッパ短水路選手権 | ダブリン         |
| 短水路 | 4x50mフリーリレー    | 1分40秒82 | 4泳  | 2003年12月12日 | ヨーロッパ短水路選手権 | ダブリン         |
| 短水路 | 4x50mフリーリレー    | 1分40秒21 | 4泳  | 2003年12月12日 | ヨーロッパ短水路選手権 | ダブリン         |
| 短水路 | 50m自由形            | 24秒93    |      | 2003年12月14日 | ヨーロッパ短水路選手権 | ダブリン         |
| 短水路 | 50m自由形            | 24秒77    |      | 2003年12月14日 | ヨーロッパ短水路選手権 | ダブリン         |
| 短水路 | 50m自由形            | 24秒54    |      | 2003年12月14日 | ヨーロッパ短水路選手権 | ダブリン         |
| 長水路 | 100m自由形           | 54秒73    |      | 2004年4月22日  | フランス選手権         | ダンケルク       |
| 長水路 | 50mバタフライ        | 27秒29    |      | 2004年4月23日  | フランス選手権         | ダンケルク       |
| 長水路 | 50m自由形            | 25秒07    |      | 2004年4月25日  | フランス選手権         | ダンケルク       |
| 長水路 | 4x100mフリーリレー   | 3分43秒18 | 4泳  | 2004年5月10日  | ヨーロッパ選手権       | マドリード       |
| 長水路 | 4x100mフリーリレー   | 3分40秒67 | 4泳  | 2004年5月10日  | ヨーロッパ選手権       | マドリード       |
| 長水路 | 100m自由形           | 54秒57    |      | 2004年5月11日  | ヨーロッパ選手権       | マドリード       |
| 長水路 | 100m自由形           | 54秒46    |      | 2004年5月12日  | ヨーロッパ選手権       | マドリード       |
| 長水路 | 100mバタフライ       | 58秒78    |      | 2004年5月14日  | ヨーロッパ選手権       | マドリード       |
| 長水路 | 4x100mメドレーリレー | 4分05秒96 | 4泳  | 2004年5月16日  | ヨーロッパ選手権       | マドリード       |
| 長水路 | 4x100mフリーリレー   | 3分40秒23 | 4泳  | 2004年8月14日  | オリンピック           | アテネ           |
| 長水路 | 50m自由形            | 24秒99    |      | 2004年8月20日  | オリンピック           | アテネ           |
| 長水路 | 50m自由形            | 24秒89    |      | 2004年8月21日  | オリンピック           | アテネ           |
| 短水路 | 100mバタフライ       | 58秒47    |      | 2004年12月10日 | ヨーロッパ短水路選手権 | ウィーン         |
| 短水路 | 4x50mフリーリレー    | 1分39秒68 | 4泳  | 2004年12月10日 | ヨーロッパ短水路選手権 | ウィーン         |
| 短水路 | 4x50mメドレーリレー  | 1分54秒14 | 4泳  | 2004年12月11日 | ヨーロッパ短水路選手権 | ウィーン         |
| 短水路 | 4x50mメドレーリレー  | 1分51秒28 | 4泳  | 2004年12月11日 | ヨーロッパ短水路選手権 | ウィーン         |
| 長水路 | 4x100mフリーリレー   | 3分39秒45 | 4泳  | 2005年7月24日  | 世界選手権             | モントリオール   |
| 長水路 | 4x100mフリーリレー   | 3分38秒83 | 4泳  | 2006年7月31日  | ヨーロッパ選手権       | ブダペスト       |
| 短水路 | 4x50mフリーリレー    | 1分38秒74 | 2泳  | 2006年12月8日  | ヨーロッパ短水路選手権 | ヘルシンキ       |
| 短水路 | 4x50mメドレーリレー  | 1分49秒15 | 4泳  | 2006年12月9日  | ヨーロッパ短水路選手権 | ヘルシンキ       |
| 短水路 | 4x50mフリーリレー    | 1分38秒33 | 4泳  | 2007年12月14日 | ヨーロッパ短水路選手権 | デブレツェン     |
| 短水路 | 4x50mメドレーリレー  | 1分48秒39 | 4泳  | 2007年12月15日 | ヨーロッパ短水路選手権 | デブレツェン     |
| 短水路 | 50m自由形            | 24秒44    |      | 2007年12月16日 | ヨーロッパ短水路選手権 | デブレツェン     |
| 長水路 | 100m自由形           | 54秒27    |      | 2008年4月24日  | フランス選手権         | ダンケルク       |
| 長水路 | 100m自由形           | 53秒99    |      | 2008年4月25日  | フランス選手権         | ダンケルク       |
| 長水路 | 50m自由形            | 24秒83    |      | 2008年4月26日  | フランス選手権         | ダンケルク       |
| 長水路 | 4x100mフリーリレー   | 3分37秒68 | 4泳  | 2008年8月10日  | オリンピック           | 北京             |
| 長水路 | 100m自由形           | 53秒49    |      | 2009年4月24日  | フランス選手権         | モンペリエ       |
| 長水路 | 50m自由形            | 24秒69    |      | 2009年4月26日  | フランス選手権         | モンペリエ       |
| 長水路 | 50m自由形            | 24秒58    |      | 2009年8月1日   | 世界選手権             | ローマ           |
| 長水路 | 4x100mメドレーリレー | 4分01秒05 | 4泳  | 2009年8月1日   | 世界選手権             | ローマ           |

### 自己ベスト
フランス水泳連盟のウェブサイト参照
| 種目           | 記録   | 日付           | 大会                   | 場所         | 備考           |
| 長水路         | 長水路 | 長水路         | 長水路                 | 長水路       | 長水路         |
| -------------- | ------ | -------------- | ---------------------- | ------------ | -------------- |
| 50m自由形      | 24秒58 | 2009年8月1日   | 世界選手権             | ローマ       | 元フランス記録 |
| 100m自由形     | 53秒49 | 2009年4月23日  | フランス選手権         | モンペリエ   | 元フランス記録 |
| 50mバタフライ  | 27秒01 | 2008年6月18日  | フランスオープン       | パリ         |                |
| 100mバタフライ | 58秒78 | 2004年5月13日  | ヨーロッパ選手権       | マドリード   | 元フランス記録 |
| 短水路         |        |                |                        |              |                |
| 50m自由形      | 24秒44 | 2007年12月16日 | ヨーロッパ短水路選手権 | デブレツェン | 元フランス記録 |
| 100m自由形     | 53秒14 | 2009年2月5日   | Compétition Qantas     | ヌメア       | 元フランス記録 |
| 50mバタフライ  | 26秒76 | 2005年1月15日  | フランス短水路選手権   | ダンケルク   |                |
| 100mバタフライ | 58秒40 | 2003年12月13日 | ヨーロッパ短水路選手権 | ダブリン     |                |